# Red Star OS
Red Star OS (Koreaans: 붉은별, Pulgunbyol) is een Noord-Koreaans op Linux gebaseerd besturingssysteem. Het is in 2002 ontwikkeld door het Korea Computer Center en is alleen beschikbaar in de Koreaanse taal met de specifieke Noord-Koreaanse spelling en terminologie.